# Jerry Bruckheimer
Jerome Leon "Jerry" Bruckheimer (født 21. september 1943) er film- og fjernsynsproducer i genrerne action, drama og science fiction. Hans bedst kendte tv-serier er CSI: Crime Scene Investigation og The Amazing Race. Hans bedst kendte film er Beverly Hills Cop, Top Gun, The Rock, Con Air, Armageddon, Enemy of the State, Gone in Sixty Seconds, Black Hawk Down, Pirates of the Caribbean, King Arthur og National Treasure.

## Liv og karriere

### Opvækst
Bruckheimer blev født i Detroit i Michigan som søn af jødiske immigranter fra Tyskland og var enebarn. Hans far var sælger, og hans forældre talte tysk og engelsk. Han gik på Mumford High School i Detroit, til han som 17-årig flyttede til Arizona for at gå på college. Han dimitterede med en bachelorgrad i psykologi fra University of Arizona. Allerede som lille viste han tydelig interesse for fotografering og Bruckheimer tog snapshots, så ofte han kunne. Efter college flyttede Bruckheimer til New York City, hvor han arbejdede i postrummet hos et reklamebureau. Snart kom han ind i produktionsbranchen og fik muligheden for at producerer en spillefilm. Det gjorde at han flyttede til Los Angeles.

### Filmproduktioner
I 2007 har Bruckheimer produceret over 30 spillefilm og ses i branchen som en af de mest vellykkede producerer nogensinde.
Bruckheimer forlod reklamebranchen og begyndte at producerer film i 1970'erne sammen med instruktør Dick Richards. De arbejdede sammen om filmene The Culpepper Cattle Company, Farewell, My Lovely og March or Die. Bruckheimer har siden arbejdet med Paul Schrader om to film American Gigolo og Cat People. Det begyndte at gøre ham bemærket i Hollywood. 
I 1980'erne og 1990'erne var han co-producer sammen med Don Simpson i en række succesfulde Hollywood film for Paramount Pictures. Han mødte Don Simpson til en optagelse til The Harder They Come (1973) hos Warner Brothers. De arbejdede sammen og lavede Bruckheimers første store hit fra 1983, Flashdance, som indtjente $95 mio., hvilket er ret godt for en R-rated film. Han havde også en række andre hits, såsom Beverly Hills Cop filmene, Top Gun og Days of Thunder. 
Mens Bruckheimer arbejdede med Simpson, blev han kendt som "Mr. Outside" pga. hans erfaring med filmproduktion, imens Simpson blev kendt som "Mr.Inside" pga. hans filmindustrikontakter. The Rock blev den sidste film, Bruckheimer lavede sammen med Simpson pga. Simpsons tidlige død. Bruckheimer besluttede at dedicere filmen til minde om Simpson. 
Efter Simpsons død i 1996 fortsatte Bruckheimer med at producere et stort antal aktionfilm ofte sammen med Michael Bay, som han også producerede Armageddon med. Andre hits: Remember the Titans, Black Hawk Down og Pirates of the Caribbean filmen. 
Et velkendt varemærker er, at der i hans film ofte indgår en scene med en bil, der bliver vendt i luften.

### Fjernsynsproduktioner
Tidligt i hans karriere producerede Bruckheimer også fjernsynsreklamer, bl.a. en for Pepsi. Siden 1997 har han også produceret tv-serier, hvoraf størstedelen var politi-dramaserier. CSI: Crime Scene Investigation var den mest succesrige. Han har også produceret gameshowet The Amazing Race. 
Bruckheimer har fire tv-serier i gang: CSI: Crime Scene Investigation (Bedste tv-serie i 2003), CSI: Miami (Bedste nye drama i 2002), Without A Trace (Det andetbedste nye drama i 2002), Cold Case (Det bedste nye drama i 2003) og det dobbelte Emmy-vindende The Amazing Race.
Tre af Bruckheimers lå samtidigt på top 10 over bedste tv-serier.
I maj 2008 annoncerede CBS at de havde fået fat i Bruckheimers nyeste projekt "The Eleventh Hour", som er et sci-fi drama om en regeringsagent og en professor, som efterforsker mærkelige videnskabelige og medicinske forbrydelser.

## Filmografi (som producer)

### Film
| År   | Film                                                   | Rolleliste                                            | Notes                                                |
| ---- | ------------------------------------------------------ | ----------------------------------------------------- | ---------------------------------------------------- |
| 1972 | The Culpepper Cattle Co.                               | Gary Grimes, Billy Green Bush, Royal Dano             | associate producer, sammen med 20th Century Fox      |
| 1975 | Farewell, My Lovely                                    | Robert Mitchum, Charlotte Rampling, John Ireland      | sammen med AVCO Embassy Pictures                     |
| 1975 | Rafferty and the Gold Dust Twins                       | Sally Kellerman, Mackenzie Phillips, Alan Arkin       | associate producer, sammen med Warner Bros.          |
| 1977 | March or Die                                           | Gene Hackman, Catherine Deneuve, Terence Hill         | sammen med Columbia Pictures og ITC Entertainment    |
| 1980 | Defiance                                               | Jan-Michael Vincent, Art Carney, Theresa Saldana      | sammen med American International Pictures           |
| 1980 | American Gigolo                                        | Richard Gere, Lauren Hutton, Hector Elizondo          | sammen med Paramount Pictures                        |
| 1981 | Thief                                                  | James Caan, Tuesday Weld, Robert Prosky               | sammen med United Artists                            |
| 1982 | Young Doctors in Love                                  | Sean Young, Michael McKean, Crystal Bernard           | sammen med 20th Century Fox                          |
| 1982 | Cat People                                             | Nastassja Kinski, Malcolm McDowell, John Heard        | sammen med Universal Pictures and RKO Pictures       |
| 1983 | Flashdance                                             | Jennifer Beals, Michael Nouri, Kyle T. Heffner        | sammen med Paramount Pictures                        |
| 1984 | Beverly Hills Cop                                      | Eddie Murphy, Lisa Eilbacher, John Ashton             | sammen med Paramount Pictures                        |
| 1984 | Thief of Hearts                                        | Steven Bauer, David Caruso, John Getz                 | sammen med Paramount Pictures                        |
| 1986 | Top Gun                                                | Tom Cruise, Kelly McGillis, Val Kilmer                | sammen med Paramount Pictures                        |
| 1987 | Beverly Hills Cop II                                   | Eddie Murphy, Judge Reinhold, Jürgen Prochnow         | sammen med Paramount Pictures                        |
| 1990 | Days of Thunder                                        | Tom Cruise, Nicole Kidman, Robert Duvall              | sammen med Paramount Pictures                        |
| 1994 | The Ref                                                | Denis Leary, Judy Davis, Kevin Spacey                 | sammen med Touchstone Pictures                       |
| 1995 | Dangerous Minds                                        | Michelle Pfeiffer, Courtney B. Vance, Robin Bartlett  | sammen med Hollywood Pictures                        |
| 1995 | Crimson Tide                                           | Denzel Washington, Gene Hackman                       | sammen med Hollywood Pictures                        |
| 1995 | Bad Boys                                               | Martin Lawrence, Will Smith, Téa Leoni                | sammen med Columbia Pictures                         |
| 1996 | The Rock                                               | Sean Connery, Nicolas Cage, Ed Harris                 | sammen med Hollywood Pictures                        |
| 1997 | Con Air                                                | Nicolas Cage, John Cusack, John Malkovich             | sammen med Touchstone Pictures                       |
| 1998 | Enemy of the State                                     | Will Smith, Gene Hackman, Jon Voight                  | sammen med Touchstone Pictures                       |
| 1998 | Armageddon                                             | Bruce Willis, Ben Affleck, Billy Bob Thornton         | sammen med Touchstone Pictures                       |
| 2000 | Remember the Titans                                    | Denzel Washington, Will Patton, Wood Harris           | sammen med Walt Disney Pictures                      |
| 2000 | Coyote Ugly                                            | Piper Perabo, Adam Garcia, Maria Bello                | sammen med Touchstone Pictures                       |
| 2000 | Gone in Sixty Seconds                                  | Nicolas Cage, Angelina Jolie, Giovanni Ribisi         | sammen med Touchstone Pictures                       |
| 2001 | Black Hawk Down                                        | Josh Hartnett, Eric Bana, Ewan McGregor               | sammen med Columbia Pictures og Revolution Studios   |
| 2001 | Pearl Harbor                                           | Ben Affleck, Josh Hartnett, Kate Beckinsale           | sammen med Touchstone Pictures                       |
| 2002 | Bad Company                                            | Anthony Hopkins, Chris Rock, Kerry Washington         | sammen med Touchstone Pictures                       |
| 2003 | Bad Boys II                                            | Martin Lawrence, Will Smith, Jordi Mollà              | sammen med Columbia Pictures                         |
| 2003 | Pirates of the Caribbean: The Curse of the Black Pearl | Johnny Depp, Orlando Bloom, Keira Knightley           | sammen med Walt Disney Pictures                      |
| 2003 | Veronica Guerin                                        | Cate Blanchett, Gerard McSorley, Ciarán Hinds         | sammen med Touchstone Pictures                       |
| 2003 | Kangaroo Jack                                          | Jerry O'Connell, Anthony Anderson, Christopher Walken | sammen med Warner Bros. og Castle Rock Entertainment |
| 2004 | National Treasure                                      | Nicolas Cage, Diane Kruger, Justin Bartha             | sammen med Walt Disney Pictures                      |
| 2004 | King Arthur                                            | Clive Owen, Keira Knightley, Ioan Gruffudd            | sammen med Touchstone Pictures                       |
| 2006 | Pirates of the Caribbean: Dead Man's Chest             | Johnny Depp, Orlando Bloom, Keira Knightley           | sammen med Walt Disney Pictures                      |
| 2006 | Déjà Vu                                                | Denzel Washington, Val Kilmer, Paula Patton           | sammen med Touchstone Pictures                       |
| 2006 | Glory Road                                             | Josh Lucas, Derek Luke, Jon Voight                    | sammen med Walt Disney Pictures                      |
| 2007 | National Treasure: Book of Secrets                     | Nicolas Cage, Diane Kruger, Justin Bartha             | sammen med Walt Disney Pictures                      |
| 2007 | Pirates of the Caribbean: At World's End               | Johnny Depp, Orlando Bloom, Keira Knightley           | sammen med Walt Disney Pictures                      |
| 2009 | G-Force                                                | Zach Galifianakis, Faizon Love, Bill Nighy            | sammen med Walt Disney Pictures                      |
| 2009 | Confessions of a Shopaholic                            | Isla Fisher, Hugh Dancy, Krysten Ritter               | sammen med Touchstone Pictures                       |
| 2010 | Prince of Persia: The Sands of Time                    | Jake Gyllenhaal, Ben Kingsley, Gemma Arterton         | sammen med Walt Disney Pictures                      |
| 2010 | The Sorcerer's Apprentice                              | Nicolas Cage, Jay Baruchel, Alfred Molina             | sammen med Walt Disney Pictures                      |
| 2011 | Pirates of the Caribbean: On Stranger Tides            | Johnny Depp, Penélope Cruz, Geoffrey Rush             | sammen med Walt Disney Pictures                      |
| 2013 | The Lone Ranger                                        | Johnny Depp, Armie Hammer, William Fichtner           | sammen med Walt Disney Pictures                      |
| 2017 | Pirates of the Caribbean: Dead Men Tell No Tales       | Johnny Depp, Orlando Bloom, Geoffrey Rush             | sammen med Walt Disney Pictures                      |

### Fjernsyn

#### Tv-film
- Fearless (2004) (co-producer, executive producer)
- Swing Vote (1999) (executive producer)
- Max Q (1998) (executive producer)

#### Reality-tv
- The Amazing Race (2001–nu) Tv-serie (executive producer)
- Take the Money and Run (2011) TV serie (executive producer)

#### Komedier
- Modern Men (2006) Tv-serie (executive producer)

#### Drama
- Soldier of Fortune, Inc. (1997–1998) Tv-serie (exec. producer)
- CSI: Crime Scene Investigation (2000–nu) Tv-serie (exec. producer)
- Without a Trace (2002–2009) Tv-serie (exec. producer)
- CSI: Miami (2002–2012) Tv-serie (exec. producer)
- Profiles from the Front Line (2003) Tv-serie (exec. producer)
- Skin (2003) Tv-serie (exec. producer)
- Cold Case (2003–2010) Tv-serie (exec. producer)
- CSI: NY (2004–nu) Tv-serie (exec. producer)
- Just Legal (2005–2006) Tv-serie (exec. producer)
- E-Ring (2005–2006) Tv-serie (exec. producer)
- Close to Home (2005–2007) Tv-serie (exec. producer)
- Justice (2006) Tv-serie (exec. producer)
- Eleventh Hour (2008–2009) Tv-serie (exec. producer)
- The Forgotten (2009–2010) Tv-serie (exec. producer)
- Dark Blue (2009–2010) Tv-serie (exec. producer)
- Miami Medical (2010) tv-serie (exec. producer)
- Chase (2010–2011) Tv-serie (exec. producer)
- The Whole Truth (2010) Tv-serie (exec. producer)
- Lucifer (2016–) Tv-serie (exec. producer)